# Nachschubkommando 2
Das Nachschubkommando 2 war eines der Nachschubkommandos des Heeres der Bundeswehr. Der Stabssitz war Ulm. Das Nachschubkommando war Teil der Korpstruppen des II. Korps.

## Aufträge
Das Nachschubkommando bündelte auf Ebene des Korps die Truppenteile der Nachschubtruppe. Auftrag war die logistische Unterstützung Korpstruppen des II. Korps. Die unterstellten Divisionen und Brigaden führten eigene Truppenteile der Nachschubtruppe; lageabhängig unterstützte das Nachschubkommando diese nachgeordneten Verbände. Die vom Nachschubkommando betriebenen Korpsdepots dienten als Materiallager und Umschlaglager. Von den Depots aus versorgte das Nachschubkommando Truppenteile des Korps mit Wehrmaterial. Daneben waren die von den Versorgungskommandos 850 und 860 betriebenen Depots des Territorialheeres wichtiger Teil der ortsfesten Depotorganisation des Heeres im Bereich Süddeutschlands. Einige der Depots waren gleichzeitig Mobilmachungsstützpunkte, wo für die nicht aktiven Geräteeinheiten des Heeres das Wehrmaterial für den Verteidigungsfall lagerte.
Im Frieden bestand das Nachschubkommando um 1989 nur aus rund 2100 aktiven Soldaten. Im Verteidigungsfall konnte das Nachschubkommando nach der Mobilmachung durch die Einberufung von Reservisten auf rund 4500 Mann aufwachsen. Insgesamt entsprach die Größe des Nachschubkommandos damit nach der Mobilmachung in etwa der Größe einer der Brigaden des Feldheeres.

## Gliederung
Um 1989 gliederte sich das Nachschubkommando grob in:
- Stabskompanie Nachschubkommando 2, Ulm
  -  Nachschubbataillon 210, Ulm
  -  Transportbataillon 270 (teilaktiv), Nürnberg
  -  Transportbataillon 280 (GerEinh), Fürth
  -  Nachschub-Ausbildungszentrum 200, Ulm
  -  Nachschubausbildungskompanie 14/II, Ulm (im Frieden zu Nachschubbataillon 210)
  -  Nachschubausbildungskompanie 18/II, Ulm (im Frieden zu Nachschubbataillon 210)
  -  Nachschubausbildungskompanie 19/II, Nürnberg (im Frieden zu Transportbataillon 270)

Korpsdepot wurden in Lauchheim, Albaching, Langlau, Welden, Kröning, Weissenhorn, Königshofen, Rudelstetten, Adertshausen, Schillertswiesen, Heideck, Falkenfels, Schaitdorf, Fünfleiten, Herrnried, Hunding, Sandelzhausen und Haader eingerichtet.

## Geschichte
Das Nachschubkommando wurde 1972 zur Einnahme der Heeresstruktur III in der Ulmer Wilhelmsburg-Kaserne aufgestellt. Für die Instandsetzung als die zweite Säule der Logistik im Korps wurde der „Schwesterverband“ Instandsetzungskommando 2 ausgeplant.
Nach Ende des Kalten Krieges wurde das Nachschubkommando 1993 etwa zeitgleich mit der Umgliederung des II. Korps zum II. (Deutsch-Amerikanischen) Korps außer Dienst gestellt.

## Verbandsabzeichen

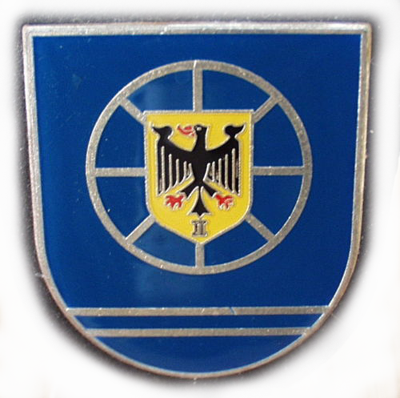
Internes Verbandsabzeichen des Stabes/Stabskompanie

Das Nachschubkommando führte aufgrund seiner Ausplanung als Teil der unselbständigen Korpstruppen kein eigenes Verbandsabzeichen. Die Soldaten trugen daher das Verbandsabzeichen des übergeordneten Korps.
Als „Abzeichen“ wurde daher unpräzise manchmal das interne Verbandsabzeichen des Stabes und der Stabskompanie „pars pro toto“ für das gesamte Nachschubkommando genutzt. Es zeigte den Bundesadler ähnlich wie im Verbandsabzeichen des II. Korps, ein stilisiertes Eisenbahnrad und eine stilisierte Straße bzw. Eisenbahnstrecke ähnlich wie im taktischen Zeichen der Nachschubtruppe auf der blauen Waffenfarbe der Truppengattung.